# Edward Odell
Edward Wilfred Odell, Jr. (ur. 15 marca 1947 Pleasantville, zm. 9 stycznia 2013 w Houston) – amerykański matematyk, profesor, zajmujący się teorią przestrzeni Banacha. Od jego nazwiska pochodzi nazwa twierdzenia Eltona-Odella.

## Życiorys
W 1975 obronił na MIT rozprawę doktorską napisaną pod kierunkiem W. B. Johnsona pt. Some Results on Lp Spaces. Od 1977 pracował w Uniwersytecie Teksańskim w Austin. Autor 84 publikacji naukowych.